# Serpocaulon chachapoyense
Serpocaulon chachapoyense är en stensöteväxtart som först beskrevs av William Jackson Hooker, och fick sitt nu gällande namn av Alan Reid Smith. Serpocaulon chachapoyense ingår i släktet Serpocaulon och familjen Polypodiaceae. Inga underarter finns listade.